# Scholastica von Anhalt

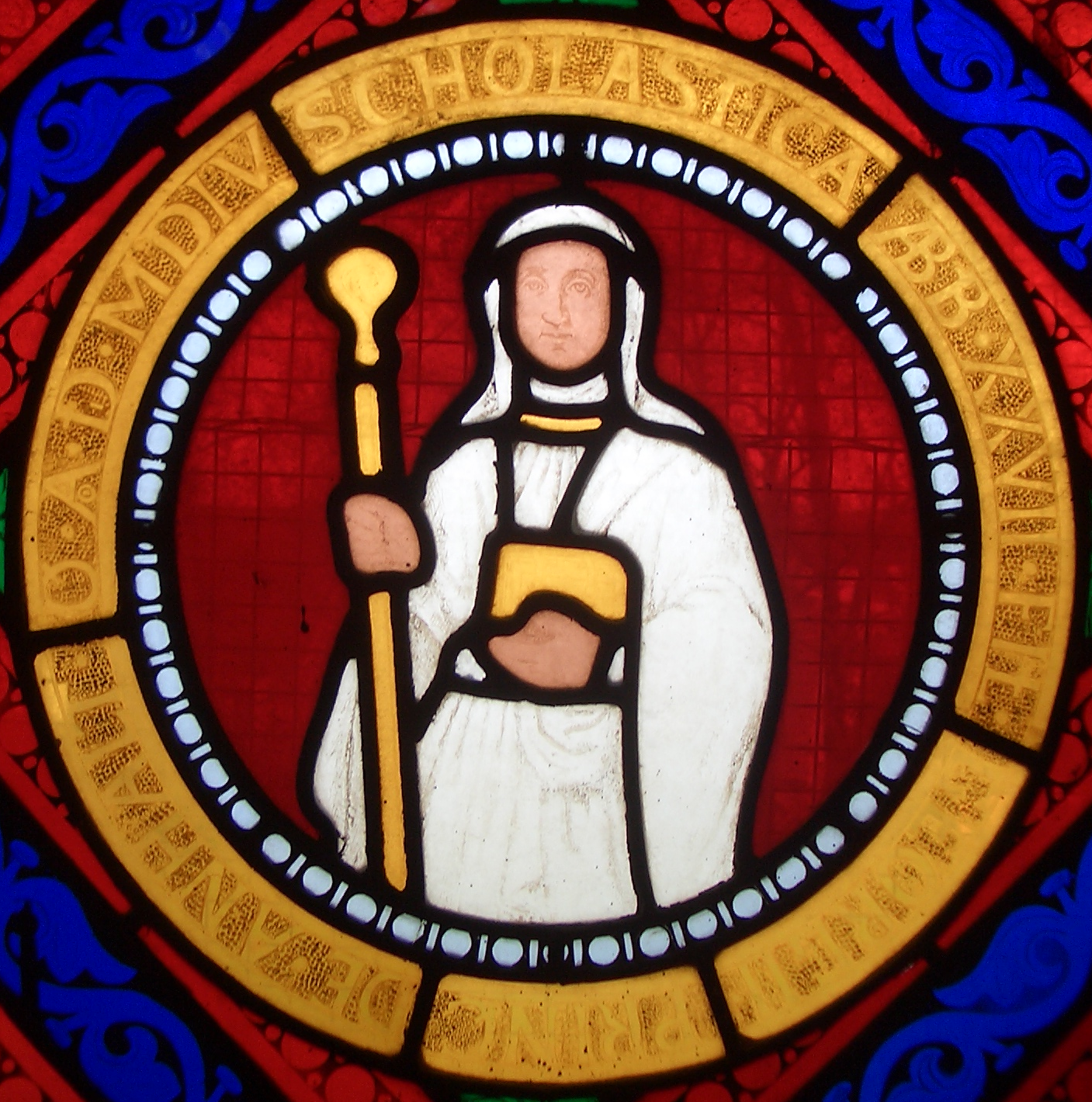
Scholastica von Anhalt avbildad på glasfönster i stiftskyrkan i Gernrode.

Scholastica von Anhalt, född 1451, död 1504, var en regerande furstlig abbedissa av den självständiga klosterstaten Gernrode 1469–1504 och som sådan monark med säte i Tysk-romerska rikets riksdag. 

## Biografi
Scholastica von Anhalt var dotter till greve Georg I av Anhalt-Zerbst och Sophia av Hohnstein och placerades i klostret Gernrode, där hennes faster tidigare hade varit furstinna.
År 1469 valdes hon till regerande monark trots att hon bara var arton år. Hon valdes troligen tack vare sin fars inflytande, och han spelade också en stor roll i den lilla statens styrelse under hennes första regeringsår. Scholastica var känd för sin stora byggnadsverksamhet och sina ansträngningar att få statens ekonomi på fötter.
Scholastica von Anhalt tillförsäkrade staten stora ekonomiska privilegier och rättigheter i ett avtal med kejsar Fredrik III 1488, men på grund av ett antal kostsamma processer kom Gernrode trots hennes ansträngningar att vara nästan ruinerat vid hennes död.